# Zoilo (nome)
Zoilo  è un nome proprio di persona italiano maschile.

## Varianti
- Maschili: Zoello[2]
- Femminili: Zoila[2], Zoella[2]

### Varianti in altre lingue
- Basco: Zoil[4]
- Catalano: Zoil[4]
- Croato: Zoil
- Esperanto: Zoilo
- Francese: Zoïle
- Greco antico: Ζωΐλος (Zoilos)
- Latino: Zoilus[1]
- Polacco: Zoil
- Portoghese: Zoilo
- Russo: Зоил (Zoil)
- Spagnolo: Zoilo[4]
- Ungherese: Zoilosz

## Origine e diffusione
Continua l'antico nome greco Ζωΐλος (Zoilos); è basato su ζωός (zoós, "vivo", "vivente") o su ζωη ("vita"), e il suo significato, augurale, può essere interpretato come "vivo", "vitale", "vivace" e, in senso cristiano, "destinato alla vita eterna". Dalla stessa radice sono derivati anche i nomi Zoe, Zosimo e Zotico, mentre per significato è affine al nome Vitale.
Dal nome di Zoilo di Anfipoli, un filosofo e retore greco del IV secolo a.C., deriva il termine zoilo, usato per indicare un critico ingiusto e malevolo. Il nome gode di scarsa diffusione, ed è sostenuto principalmente dal culto dei santi così chiamati.

## Onomastico
L'onomastico ricorre il 27 giugno in ricordo di san Zoilo, martire a Cordova sotto Diocleziano. Con la variante Zoello si ricordo invece un santo martirizzato con altri compagni a Listra (o in Istria), il 24 maggio.

## Persone
- Zoilo, politico bizantino
- Zoilo, medaglista e incisore greco antico
- Zoilo II, re del regno indo-greco
- Zoilo di Anfipoli, filosofo, storico e retore greco antico
- Zoilo Canaveri, calciatore uruguaiano naturalizzato argentino
- Zoilo Saldombide, calciatore uruguaiano

### Variante femminile Zoila
- Zoila Frausto Gurgel, lottatrice di MMA e thaiboxer statunitense